# Chaire à prêcher de l'église Saint-Maxime de Beaufort-sur-Doron
La chaire à prêcher de Beaufort-sur-Doron est un mobilier d'église se trouvant dans l'église Saint-Maxime à Beaufort-sur-Doron, dans le département de la Savoie en région Auvergne-Rhône-Alpes. Monumentale œuvre artistique en bois sculpté du XVIIIe siècle la chaire de vérité fut réalisée par Jacques Clairant, Elle fait l'objet d'un classement au titre du patrimoine mobilier aux monuments historiques.

## Description
La chaire est sans doute en bois de noyer teinté en noir,. Elle est réalisée dans le plus pure style baroque en refusant la ligne droite et en privilégiant courbes et asymétries, décors florales et angelots. Elle se décompose en trois ensembles d'éléments: cuve et éperons, dossier, dais et abat-voix.

## Cuve et éperon
La cuve de forme hexagonale présente sur ses côtés quatre statues de bois d'un mètre représentant les Pères ou Docteurs de l'Église latine(les théologiens). Pour la Tradition de l'Église les 'docteurs' représentent l'interprétation et commentaire autorisé de l'Écriture Sainte . Les quatre personnages sont représentés à demi-assis, ayant la bouche entrouverte, invitant le fidèle à l'écoute.
En partant de l'escalier, nous avons :
- Saint Ambroise évêque de Milan du VIe siècle. Coiffé d'une mitre, il porte les gants, une étole et une chape[3],[2]. A l'assistance, il indique le passage de sa main droite d'un livre ouvert qu'il porte de sa main gauche [3],[2],

- Grégoire le Grand qui fut pape du VIe siècle. Il tient quant à lui contre sa poitrine un livre des deux mains[3],[2]. Il est coiffé d'une tiare[3],

- Saint Augustin évêque du IVe siècle à Hippone en Algérie. Il est représenté portant une étole, des gants et est coiffé d'une mitre et d'un porte chape[3],[2]. Il lit un livre qu'il tient de sa main droite, et « par le geste de sa main gauche parait souligner une conclusion péremptoire »[2],

- Saint Jérôme qui vécut au Ve siècle. Représenté en habit de cardinal avec la cotte, une camail et un chapeau[3],[2]. « Il tient dans sa main droite un livre ouvert la vulgate qui est une traduction de la Bible de l'hébreu et du grec en latin. »[3], « il lève le bras gauche comme pour montrer le ciel d'où est descendu la vérite »[2].

Entre chaque statue, se trouvent des rinceaux avec leur base un cartouche. Seul un cartouche porte une inscription : la date de 1722 suivi des initiales I.L.C.

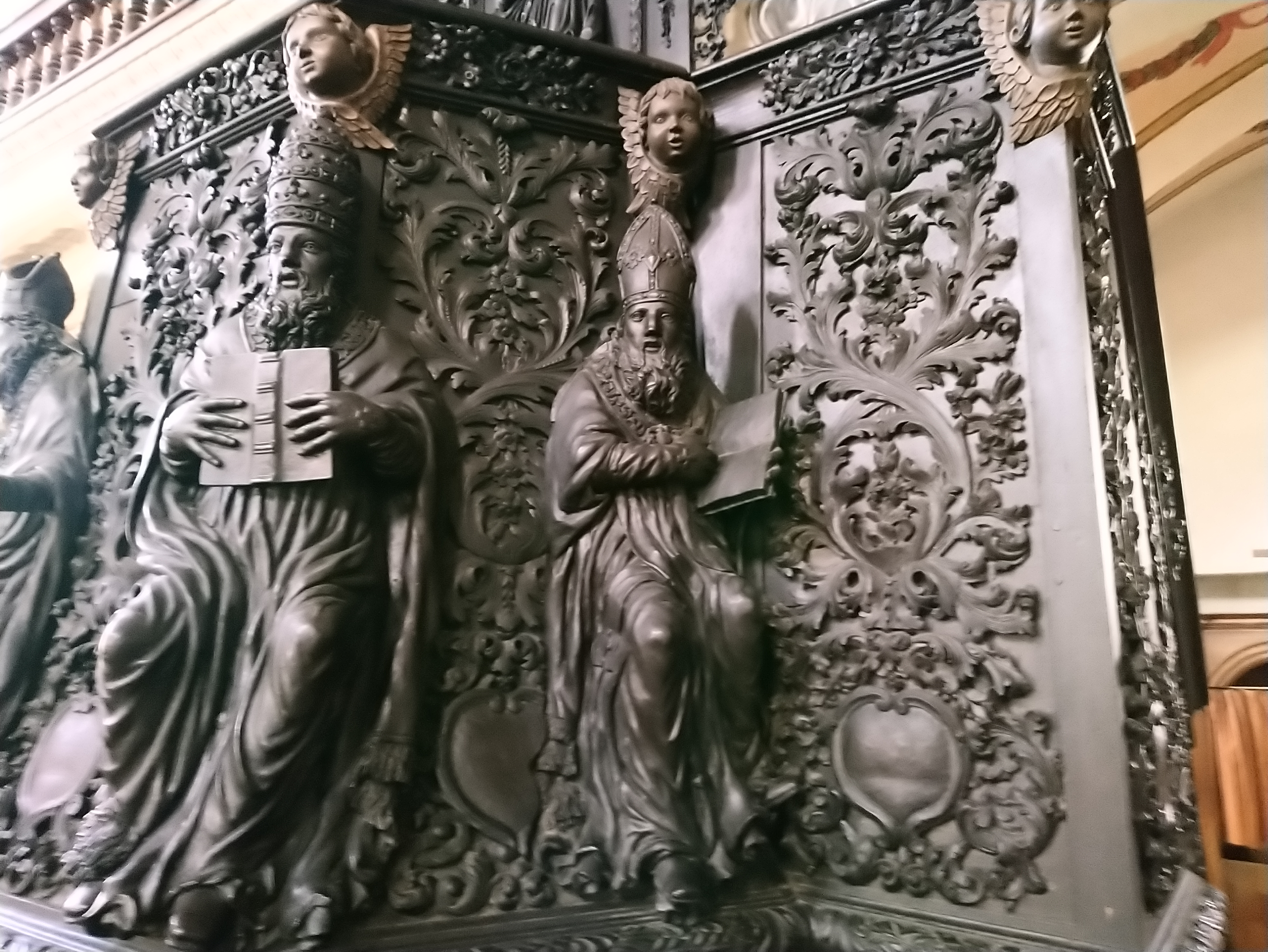
Ambroise de Milan
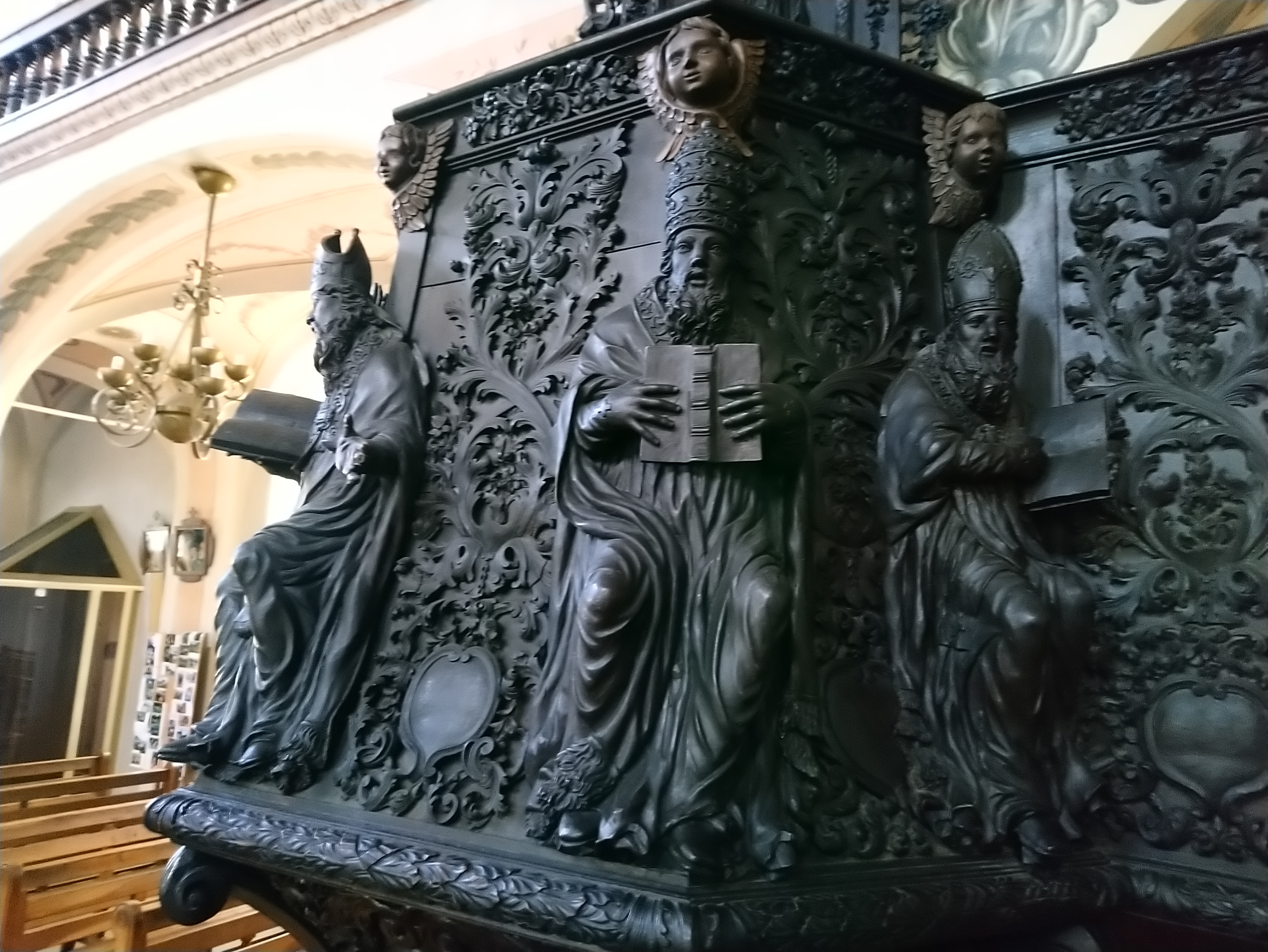
Grégoire le Grand
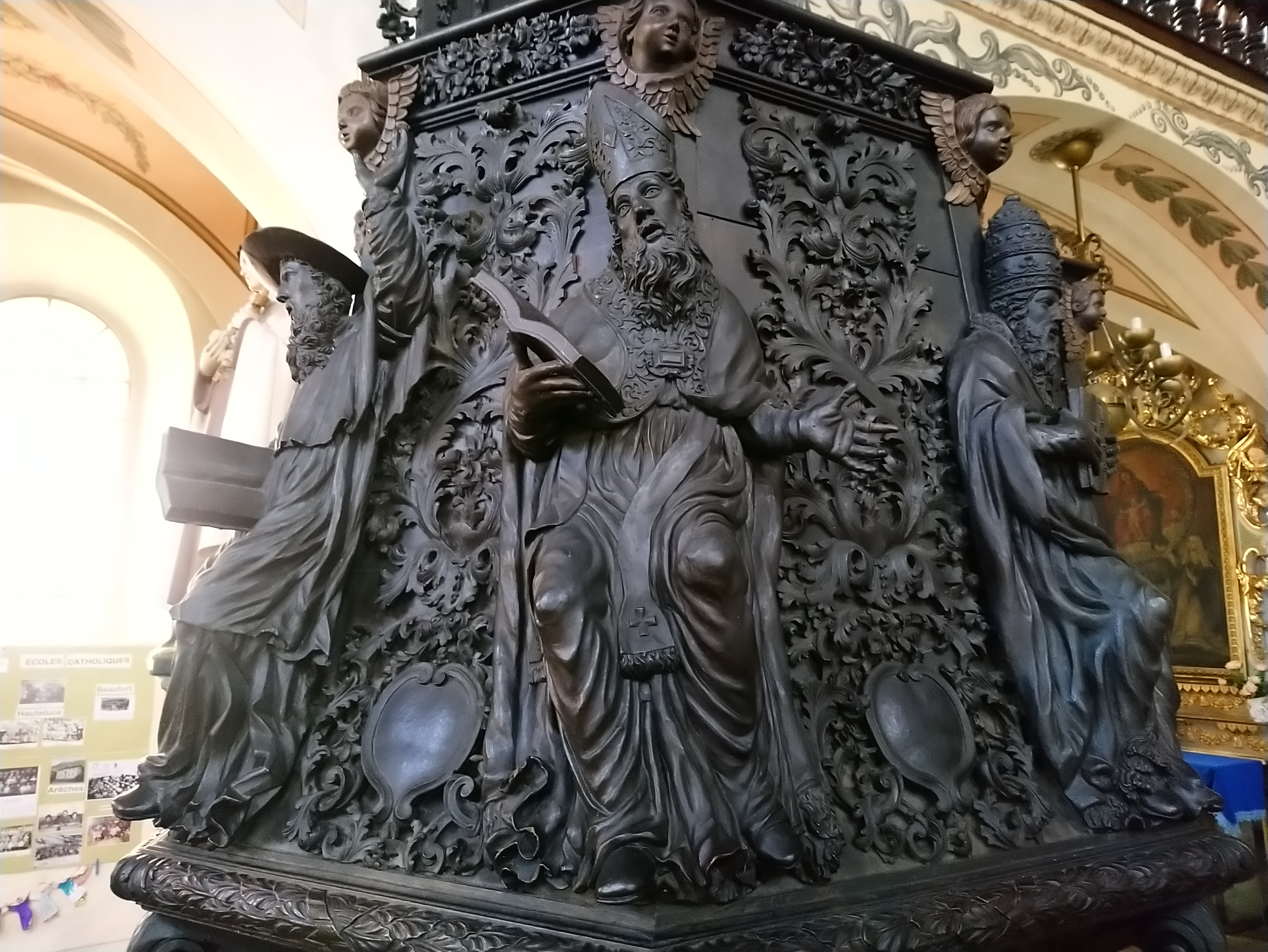
Augustin d'Hippone

### Articles Connexes
- Liste des monuments historiques de la Savoie